# Конвой SC 107
Конвой SC 107 (англ. Convoy SC 107) — 107-й атлантичний конвой серії SC у кількості 39 транспортних суден, що в супроводженні союзних кораблів канадської ескортної групи C-4 прямував із Сідні, острова Кейп-Бретон до Ліверпуля. Судна вирушили з Нью-Йорка 24 жовтня 1942 року і були виявлені та атаковані «вовчою зграєю» підводних човнів, які потопили п'ятнадцять транспортних суден. Це була найбільша втрата суден будь-якого трансатлантичного конвою протягом зими 1942—1943 рр. Серед іншого, внаслідок атаки німецьких субмарин стався один із найбільших неядерних техногенних вибухів в історії, коли U-132 торпедував судна Hobbema та Hatimura з боєприпасами на борту — обидва були потоплені, один вибухнув, а німецький підводний човен також був знищений вибухом.

## Історія
У серпні 1942 року, коли союзники забезпечили прибережні конвої в західній Атлантиці надійними ескортними силами для відсічі атак німецьких субмарин, це призвело до завершення так званого Другого щасливого часу. Адмірал Карл Деніц, головнокомандувач підводних сил Крігсмаріне (BdU), переніс фокус дій своїх підлеглих у середину Атлантики, щоб уникнути можливості їх виявлення патрульними літаками противника. Хоча в середині океану маршрути конвоїв стали менш передбачуваними, Деніц вважав, що збільшена кількість підводних човнів, що діятимуть одночасно, зможе ефективно шукати конвої за сприяння розвідувальних даних, отриманих завдяки розшифровці дешифрувальників морської розвідки (B-Dienst) британського військово-морського шифру номер 3. Однак лише 20 відсотків із 180 трансатлантичних конвоїв, що йшли з кінця липня 1942 року до кінця квітня 1943 року, втратили судна внаслідок нападу підводних човнів.
B-Dienst перехопив та розшифрував трафік повідомлень із детальним описом маршруту та складу конвою SC 107, і п'ятнадцять підводних човнів вовчої зграї «Вейлхен» (фіолетовий) були розгорнуті для його перехоплення. U-522, який патрулював ту саму загальну територію, що й вовча зграя «Вейлхен», 29 жовтня виявив та повідомив про конвой, коли Західні локальні сили супроводу передали конвой під опіку канадській групі супроводу C-4. Есмінець «Рестігуш» отримав пеленг HF/DF, коли U-522 надіслав перший звіт про контакт з конвоєм о 16:24, і конвой змінив курс після настання темряви в надії ухилитися від підводного човна, що стежив за ними. Незабаром після цього канадський бомбардувальник потопив U-520, який патрулював у районі конвою. Коли човни «Вейлхена» пливли до свого пункту збору, човен U-658 вовчої зграї був потоплений канадським Lockheed Hudson. Нарешті човен U-438 вийшов на конвой.
Близько опівночі U-402, залишаючись непоміченим, пробився крізь правий край протичовнової оборони конвою і торпедував британський вантажний корабель Empire Sunrise. «Рестігуш» ледве уникнув торпед, запущених через деякий час U-381, коли конвой змінив курс на 40 градусів ліворуч, щоб заплутати підводні човни.
У той час як «Селандін» скинув глибинні бомби за корму, щоб прикрити «Стокпорт», рятуючи вцілілих із Empire Sunrise, U-402 ще двічі проник під прикриття конвою, де був «Селадін», і торпедував грецьке вантажне судно Rinos і британські вантажні судна Dalcroy, Empire Antelope і Empire Leopard. U-402 було легко пошкоджено кулеметним вогнем з корвета Amherst і 3-дюймовим (76 мм) снарядом з торгового судна. U-522 торпедував грецьке вантажне судно Mount Pelion і британські вантажні судна Hartington і Maratima. Під час ближнього бою торговельні кораблі уникнули двох торпед, запущених U-84, трьох — U-521 і чотирьох — U-442.
Через дощ і туманну погоду підводні човни втратили контакт з конвоєм після того, як U-522 під час атаки вдень торпедував грецьке вантажне судно «Партенон». Група супроводу C-4 була посилена есмінцем «Ванесса» з конвою HX 213, перш ніж дев'ять підводних човнів відновили контакт, коли видимість покращилася 3 листопада.
Цього дня «Селандін», «Амхерст» і «Ванесса» безуспішно атакували ворожі підводні човни, що збиралися для нового удару, а конвой знову зосереджувався після втрати ордеру в тумані. Одне з торговельних суден, що відстали, уникнуло двох торпед, запущених U-438. U-521 торпедував американський танкер Hahira незабаром після світанку 3 листопада. «Стокпорт» перевозив 350 тих, хто вижив, до того моменту, як забрав ще людей з Hahira. Американські портові буксири «Ункас» і «Пессакус» приєдналися до конвою для супроводження суден до Ісландії, їм наказали діяти як рятувальні кораблі, оскільки концентрація людей на борту «Стокпорта» була втричі більшою від запланованої. Маленьким буксирам було наказано тримати ходові вогні на призначених рятувальних позиціях позаду конвою, щоб звести до мінімуму шанси, що їх можуть прийняти за підводні човни. U-89 торпедував судно комодора конвою Jeypore після заходу сонця 3 листопада.
Корвети «Алгома» та «Мус Джо» здійснили невдалі контратаки, перш ніж U-132 торпедував голландське вантажне судно SS Hobbema та британські Empire Lynx і Hatimura о 23:10. Тридцять хвилин потому весь конвой і підводні човни, що знаходяться поблизу, здригнувся від потужного вибуху, який, як вважають, був одним із найпотужніших до випробувань атомної бомби. Сила вибуху тимчасово зупинила двигун рятувального буксира в шести милях за кормою від конвою і змусила кілька кораблів повірити, що їх торпедували. «Тітус» покинули до того, як капітан зрозумів, що не отримав ушкоджень, і повернувся з невеликою командою, включаючи вцілілих з інших суден. Згодом німецькі командири субмарин доповідали, що їхні підводні човни, занурені на глибину до 60 м, сильно трухнуло, і U-132, як вважають, був знищений унаслідок детонації. Причина вибуху не встановлена, але припускається, що він став результатом детонації боєприпасів на борту Hobbema або Hatimura під час їх затоплення.
4 листопада «Арвіда» та «Селандін» були відправлені до Ісландії разом із «Стокпортом» і двома буксирами, переповненими врятованими людьми на борту; загалом 590 вижили. U-89 торпедував британця Daleby незадовго до того, як ескорт конвою був посилений куттером Берегової охорони США та есмінцями «Лірі» і «Шенк» з Ісландії. 120-та ескадрилья B-24 «Ліберейтор», що вилетіла з Ісландії, відігнала підводні човни, що залишилися, і транспортний конвой 10 листопада прибув у порт Ліверпуля.

## Кораблі та судна конвою SC 107

### Транспортні судна
Позначення
| Назва                    | Прапор              | Тоннаж (GRT) | Прим.                                                       |
| ------------------------ | ------------------- | ------------ | ----------------------------------------------------------- |
| Agios Georgios (1911)    | Грецьке королівство | 4 248        |                                                             |
| Ann Skakel (1920)        | США                 | 4 949        | до Ісландії                                                 |
| Benedick (1928)          | Велика Британія     | 6 978        |                                                             |
| Berkel (1930)            | Нідерланди          | 2 130        |                                                             |
| Bruarfoss (1927)         | Ісландія            | 1 580        | до Ісландії                                                 |
| Carrier (1921)           | Норвегія            | 3 036        |                                                             |
| Dalcroy (1930)           | Велика Британія     | 4 558        | 2 листопада 1942 року потоплено U-402                       |
| Daleby (1929)            | Велика Британія     | 4 640        | 4 листопада 1942 року потоплено U-89                        |
| Empire Antelope (1919)   | Велика Британія     | 4 945        | 2 листопада 1942 року потоплено U-402                       |
| Empire Leopard (1917)    | Велика Британія     | 5 676        | 2 листопада 1942 року потоплено U-402                       |
| Empire Lynx (1917)       | Велика Британія     | 6 379        | 4 листопада 1942 року потоплено U-132                       |
| Empire Shackleton (1941) | Велика Британія     | 7 068        | КАТ судно                                                   |
| Empire Sunrise (1941)    | Велика Британія     | 7 459        | 2 листопада пошкоджено U-402, пізніше потоплено U-84        |
| Empire Union (1924)      | Велика Британія     | 5 952        |                                                             |
| Fairwater (1928)         | Велика Британія     | 4 108        |                                                             |
| Geisha (1921)            | Норвегія            | 5 113        | судно віцекомандора конвою                                  |
| Granfoss (1913)          | Норвегія            | 1 461        |                                                             |
| Hahira (1920)            | США                 | 6 855        | 3 листопада 1942 року потоплено U-521                       |
| Hartington (1932)        | Велика Британія     | 5 496        | 2 листопада пошкоджено U-522, пізніше U-438 і добито U-521  |
| Hatimura (1918)          | Велика Британія     | 6 690        | 4 листопада 1942 року пошкоджено U-132, згодом добито U-442 |
| Hobbema (1918)           | Нідерланди          | 5 507        | 4 листопада 1942 року потоплено U-132                       |
| Janeta (1929)            | Велика Британія     | 5 312        |                                                             |
| Jeypore (1920)           | Велика Британія     | 5 318        | судно комодора конвою; 3 листопада 1942 року потоплено U-89 |
| L V Stanford (1921)      | США                 | 7 138        |                                                             |
| Maritima (1912)          | Велика Британія     | 5 801        | 2 листопада потоплено U-522                                 |
| Marsa (1928)             | Велика Британія     | 4 405        |                                                             |
| Mount Pelion (1917)      | Грецьке королівство | 5 655        | 2 листопада потоплено U-522                                 |
| New York City (1917)     | Велика Британія     | 2 710        |                                                             |
| Olney (1928)             | США                 | 7 294        | танкер                                                      |
| Oropos (1913)            | Грецьке королівство | 4 474        |                                                             |
| P.L.M.17 (1922)          | Велика Британія     | 4 008        |                                                             |
| Pacific (1914)           | Швеція              | 4 978        |                                                             |
| Parthenon (1908)         | Грецьке королівство | 3 189        | 2 листопада потоплено U-522                                 |
| USS Pleiades (1939)      | США                 | 3 600        |                                                             |
| Rinos (1919)             | Грецьке королівство | 4 649        | 2 листопада потоплено U-402                                 |
| Stockport (1911)         | Велика Британія     | 1 583        | Рятувальне судно конвою                                     |
| Tidewater (1930)         | США                 | 8 886        |                                                             |
| Titus (1930)             | Нідерланди          | 1 712        |                                                             |
| Vest (1920)              | Норвегія            | 5 074        |                                                             |

### Кораблі ескорту
| Назва         | Прапор                                  | Тип корабля                        | Прим.                  |
| ------------- | --------------------------------------- | ---------------------------------- | ---------------------- |
| «Алгома»      | Військово-морські сили Канади           | корвет типу «Флавер»               | 30 жовтня—10 листопада |
| «Емгерст»     | Військово-морські сили Канади           | корвет типу «Флавер»               | 30 жовтня—10 листопада |
| «Арвіда»      | Військово-морські сили Канади           | корвет типу «Флавер»               | 29 жовтня—4 листопада  |
| «Бакстон»     | Військово-морські сили Великої Британії | ескадрений міноносець типу «Таун»  | 24—28 жовтня           |
| «Селандін»    | Військово-морські сили Канади           | корвет типу «Флавер»               | 30 жовтня—4 листопада  |
| «Коламбія»    | Військово-морські сили Канади           | ескадрений міноносець типу «Таун»  | 27 жовтня—1 листопада  |
| «Коувічан»    | Військово-морські сили Канади           | тральщик типу «Бангор»             | 27 жовтня—1 листопада  |
| «Елк»         | Військово-морські сили Канади           | озброєна яхта                      | 28—29 жовтня           |
| «Феннел»      | Військово-морські сили Канади           | корвет типу «Флавер»               | 27 жовтня—1 листопада  |
| «Гранмере»    | Військово-морські сили Канади           | тральщик типу «Бангор»             | 28-29 жовтня           |
| «Кемсек»      | Військово-морські сили Канади           | корвет типу «Флавер»               | 24-28 жовтня           |
| «Мус Джо»     | Військово-морські сили Канади           | корвет типу «Флавер»               | 30 жовтня—10 листопада |
| «Регіна»      | Військово-морські сили Канади           | корвет типу «Флавер»               | 30 жовтня              |
| «Рестігуш»    | Військово-морські сили Канади           | ескадрений міноносець типу «Рівер» | 30 жовтня—10 листопада |
| «Труа-Рів'єр» | Військово-морські сили Канади           | тральщик типу «Бангор»             | 24-28 жовтня           |
| «Біб»         | Берегова охорона США                    | куттер типу «Трежері»              | 5—7 листопада          |
| «Інгем»       | Берегова охорона США                    | куттер типу «Трежері»              | 5—7 листопада          |
| «Лірі»        | Військово-морські сили США              | ескадрений міноносець типу «Вікс»  | 5—7 листопада          |
| «Шенк»        | Військово-морські сили США              | ескадрений міноносець типу «Вікс»  | 5—7 листопада          |
| «Ванесса»     | Військово-морські сили Великої Британії | ескадрений міноносець типу «V»     | 2—5 листопада          |
| «Волкер»      | Військово-морські сили Великої Британії | ескадрений міноносець типу «W»     | 27 жовтня—1 листопада  |
| «Вондерер»    | Військово-морські сили Великої Британії | ескадрений міноносець типу «W»     | 24-28 жовтня           |

## Підводні човни, що брали участь в атаці на конвой
Позначення
| Назва                             | Тип                               | Командир                                                           | Результати атаки |
| Вовча зграя «Вейлхен» (13 човнів) | Вовча зграя «Вейлхен» (13 човнів) | Вовча зграя «Вейлхен» (13 човнів)                                  | Вовча зграя «Вейлхен» (13 човнів) |
| --------------------------------- | --------------------------------- | ------------------------------------------------------------------ | --- |
| U-71                              | типу VIIC                         | оберлейтенант-цур-зее Гардо Родлер фон Ройтберг                    | не здобув успіху |
| U-84                              | типу VIIB                         | капітан-лейтенант Горст Упгофф                                     | 2 листопада потопив пошкоджене Empire Sunrise |
| U-89                              | типу VIIC                         | капітан-лейтенант Дітріх Ломанн                                    | 3 листопада потопив Jeypore, 4 листопада — Daleby |
| U-132                             | типу VIIC                         | капітан-лейтенант Ернст Фогельзанг                                 | 4 листопада потопив Empire Lynx і Hobbema та пошкодив — Hatimura; 4 листопада 1942 року затонув унаслідок детонації потопленого ним судна з боєприпасами Hatimura |
| U-381                             | типу VIIC                         | оберлейтенант-цур-зее граф Вільгельм-Генріх фон Пюклер унд Лімпург | не здобув успіху |
| U-402                             | типу VIIC                         | капітан-лейтенант Зігфрід фон Форстнер                             | 2 листопада потопив Dalcroy, Empire Leopard, Empire Antelope і Rinos та пошкодив — Empire Sunrise                                                                 |
| U-437                             | типу VIIC                         | капітан-лейтенант Вернер-Карл Шульц                                | не здобув успіху |
| U-438                             | типу VIIC                         | капітан-лейтенант Рудольф Франціус                                 | 2 листопада пошкодив Hartington |
| U-442                             | типу VIIC                         | корветтен-капітан Ганс-Йоахім Гессе                                | 4 листопада потопив Hatimura |
| U-454                             | типу VIIC                         | капітан-лейтенант Буркгард Гаклендер                               | не здобув успіху |
| U-571                             | типу VIIC                         | капітан-лейтенант Гельмут Мельманн                                 | не здобув успіху |
| U-658                             | типу VIIC                         | капітан-лейтенант Ганс Зенкель                                     | не здобув успіху; 30 жовтня 1942 року потоплений східніше Ньюфаундленда глибинними бомбами канадського бомбардувальника «Хадсон»                                  |
| U-704                             | типу VIIC                         | капітан-лейтенант Горст Вільгельм Кесслер                          | не здобув успіху |
| Додаткова група                   |                                   |                                                                    | |
| U-520                             | типу IXC                          | капітан-лейтенант Фолькмар Шварцкопфф                              | не атакував; 30 жовтня 1942 року потоплений східніше Ньюфаундленда глибинними бомбами канадського бомбардувальника «Боло»                                         |
| U-521                             | типу IXC                          | капітан-лейтенант Клаус Баргштен                                   | 2 листопада потопив Hartington, 3 листопада — Hahira |
| U-522                             | типу IXC                          | капітан-лейтенант Герберт Шнайдер                                  | 2 листопада потопив Maritima, Mount Pelion і Parthenon та пошкодив Hartington                                                                                     |